# Rocca di Mezzo
Rocca di Mezzo é uma comuna italiana da região dos Abruzos, província de Áquila, com cerca de 1 426 habitantes. Estende-se por uma área de 86 km², tendo uma densidade populacional de 17 hab/km². Faz fronteira com Fagnano Alto, Fontecchio, Áquila, Lucoli, Magliano de' Marsi, Massa d'Albe, Ocre (Abruzos), Ovindoli, Rocca di Cambio, San Demetrio ne' Vestini, Sant'Eusanio Forconese, Secinaro, Tione degli Abruzzi, Villa Sant'Angelo.

## Demografia
| Variação demográfica do município entre 1861 e 2011                               |
|                                                                                   |
| Fonte: Istituto Nazionale di Statistica (ISTAT) - Elaboração gráfica da Wikipedia |